# المخنق (ذي ناعم)

تعديل مصدري - تعديل

المخنق هي إحدى قرى عزلة طياب بمديرية ذي ناعم التابعة لمحافظة البيضاء، بلغ تعداد سكانها 108 نسمة حسب تعداد اليمن لعام 2004.